# Šeba
Šeba je vas na jugu Libanona, znana zlasti po tem, da je 14 kmetij v sklopu te vasi spornih in trenutno pod izraelsko zasedbo v sklopu Golanske planote.

## Geografske značilnosti
Sama vas se nahaja na zahodnem pobočju gore Hermon, v bližini tromeje Libanona, Sirije in zasedene Golanske planote. Dolžina spornega ozemlja je okoli 14 km, širina pa okoli 2 km. Nadmorska višina se zaradi pobočnate lege spreminja med 400 in 2000m. Na rodovitni prsti gojijo ječmen, sadje in zelenjavo. Sama vas Šeba ni del tega spornega ozemlja in se nahaja na ozemlju Libanona.

## Zgodovina
Spor glede tega ozemlja se je pričel po 1. svetovni vojni, v obdobju francoskega mandata nad današnjima Libanonom in Sirijo, ko Francozom ni uspelo natanko določiti meje med državama. Dokumenti iz 20. in 30. let pravijo, da so se domačini vedno prištevali k Libanonu in tudi plačevali davke libanonski vladi, vendar Francozi temu vprašanju nikoli niso posvečali kakšne posebne pozornosti. Med 2. svetovno vojno sta francoska in britanska vojaška uprava izdelali natančne zemljevide obmejnih regij, ki so to območje prikazali kot del Sirije. Posebna komisija se reševanja spora ni lotila odločno, zato ga ni uspela rešiti do leta 1946, ko se je francoski mandat končal. Ko sta se vladi sedaj že neodvisnih držav Sirije in Libanona obrnili na Francijo z zahtevo po uradnih podatkih o meji, se je izkazalo, da takšnih podatkov sploh ni. Po nadaljnjih incidentih sta državi ustanovili mešano komisijo, ki je leta 1964 odločila, da to območje pripada Libanonu, vendar natančne razmejitve niso opravili in še naprej so se uporabljali stari zemljevidi, ki so ga prikazovali v sklopu Sirije. Domačini so se še naprej izrekali za Libanonce, ker pa se uradni Bejrut ni pretirano zanimal za to območje, je efektivno oblast na njem prevzela Sirija, ki je libanonske osebne izkaznice domačinov zamenjala s sirskimi.
Med šestdnevno vojno leta 1967 je Golansko planoto s spornim območjem vred zasedel Izrael. Bejrut ni zahteval vrnitve teh ozemelj niti po tej niti po jomkipurski vojni leta 1973, četudi ni bil vpleten v nobeno od njiju.
Ko je Izrael začel izpolnjevati določila resolucije Varnostnega sveta št. 425 ( Arhivirano 2009-02-21 na Wayback Machine.) in se pričel umikati iz južnega Libanona, je zavzel stališče, da so sporne kmetije pred vojnami pripadale Siriji in da se mu zato ni potrebno umakniti od tam. Po 22. maju 2000, ko se je umik končal, so to v svojem poročilu potrdili tudi Združeni narodi () in ugotovili, da je Izrael v celoti izpolnil določila resolucije. Libanon je šele sedaj nastopil odločneje, češ da to poročilo ni veljavno, ker se Izrael še ni umaknil iz celega Libanona, V Damasku so mu pritegnili s tezo, da so te kmetije nesporno libanonske, saj naj bi jih Sirija že leta 1951 predala Libanonu. OZN je te argumente zavrnila () z utemeljitvijo, da več tako sirskih kot libanonskih vojaških zemljevidov iz 60. let prikazuje nekatere kmetije na sirski strani meje (npr. zemljevid libanonskega ministrstva za turizem ).
Izraelska prisotnost na tem spornem območju je danes eden glavnih izgovorov Hezbolaha za nadaljevanje sovražnosti proti Izraelu.